# Alcohol bencílico
El alcohol bencílico es un compuesto orgánico cuya fórmula es C6H5CH2OH. A menudo el grupo bencilo se abrevia como "Bn", por lo cual el alcohol derivado se escribe como BnOH. El alcohol bencílico es un líquido incoloro con un aroma suave agradable. Es un solvente útil a causa de su polaridad, baja toxicidad, y baja presión de vapor. El alcohol bencílico es parcialmente soluble en agua (4 g/100 mL) y es completamente miscible en alcoholes y éter etílico.Puede utilizarse para la preparación de ácido benzoico.

## Disponibilidad y preparación
El alcohol bencílico es producido en forma natural por varias plantas y se encuentra en numerosas frutas y tés. Forma parte de distintos aceites esenciales tales como el de jazmín, jacinto, e ylang-ylang.
El alcohol bencílico se prepara mediante hidrólisis del cloruro de bencilo utilizando hidróxido de sodio:
C6H5CH2Cl + NaOH → C6H5CH2OH + NaCl
La hidrólisis también se puede realizar con agua como reactivo nucleofílico, por lo que la temperatura de reacción debe ser mayor para lograr un rendimiento industrialmente relevante.
También puede ser preparado mediante la reacción de Grignard haciendo reaccionar bromuro de fenilmagnesio (C6H5MgBr) con formaldehído, seguido de acidificación.